# Opération Réponse unifiée

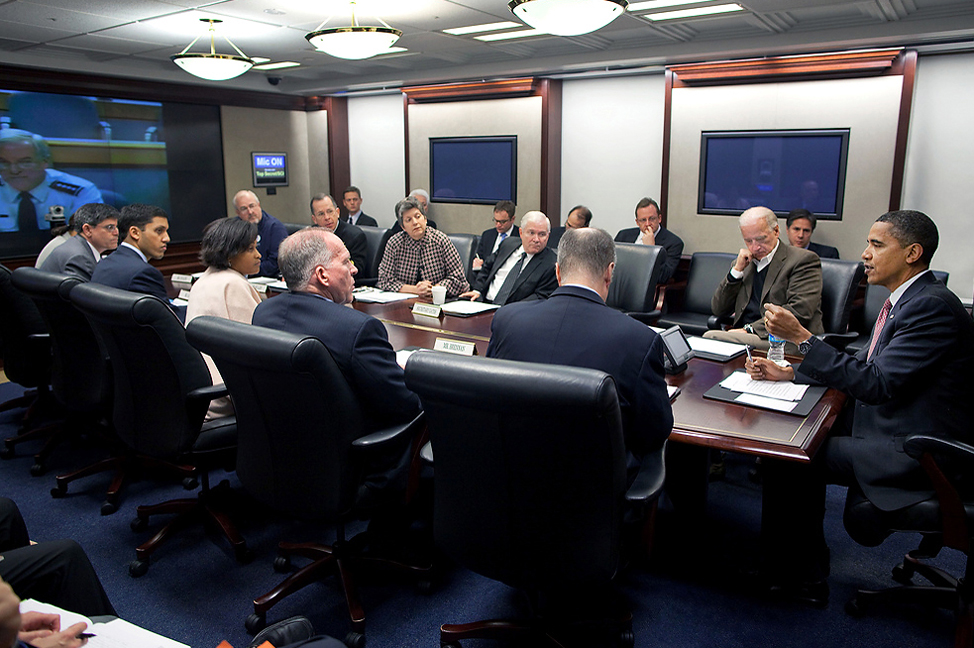
Réunion du président des États-Unis dans la salle de crise de la Maison-Blanche à la suite du tremblement de terre.

L'opération Réponse unifiée (Operation Unified Response) est une intervention militaire à visée humanitaire menée par l'armée américaine à la suite des évènements du tremblement de terre d'Haïti de janvier 2010. L'opération s'effectue sous le commandement du général Douglas M. Fraser (en), commandant de l'United States Southern Command à partir du 18 janvier 2010, date à partir de laquelle 10 000 militaires sont déployés pour une durée prévue de 90 jours. Il s'agit de la quatrième intervention militaire américaine en Haïti après l'occupation de 1915-1934, l'opération Uphold Democracy de 1994 et le coup d'État de 2004.
À la date du 21 janvier, environ 10 500 personnes avaient été évacuées par l'intermédiaire de cette opération de Haïti vers les États-Unis; parmi elles 8 300 ressortissants.
Présentée comme une action civilo-militaire, l'opération repose sur un plan préétabli basé sur un scénario de cyclone déstructurant l'État haïtien, et vise à empêcher des radeaux de boat-people atteignant les côtes de Floride. À ce titre, des unités de garde-côtes ont été déployées le long des eaux haïtiennes. Même hors situation de crise, les tentatives de rejoindre les États-Unis par la mer des Caraïbes sont fréquentes. De plus, des hélicoptères dotés de haut-parleurs survolaient les décombres de la capitale, diffusant des messages pour dissuader les survivants de partir par la mer ; ces actions étaient menées au même moment de l'arrivée des ONG américaines sur l'aéroport, dont l'aiguillage des atterrissages était supervisé au sol avec une unité d'éclaireurs remplaçant la tour de contrôle détruite ; la communauté haïtienne aux États-Unis est bien installée, l'évènement majeur suscite donc des inquiétudes.

## Amorce et leadership

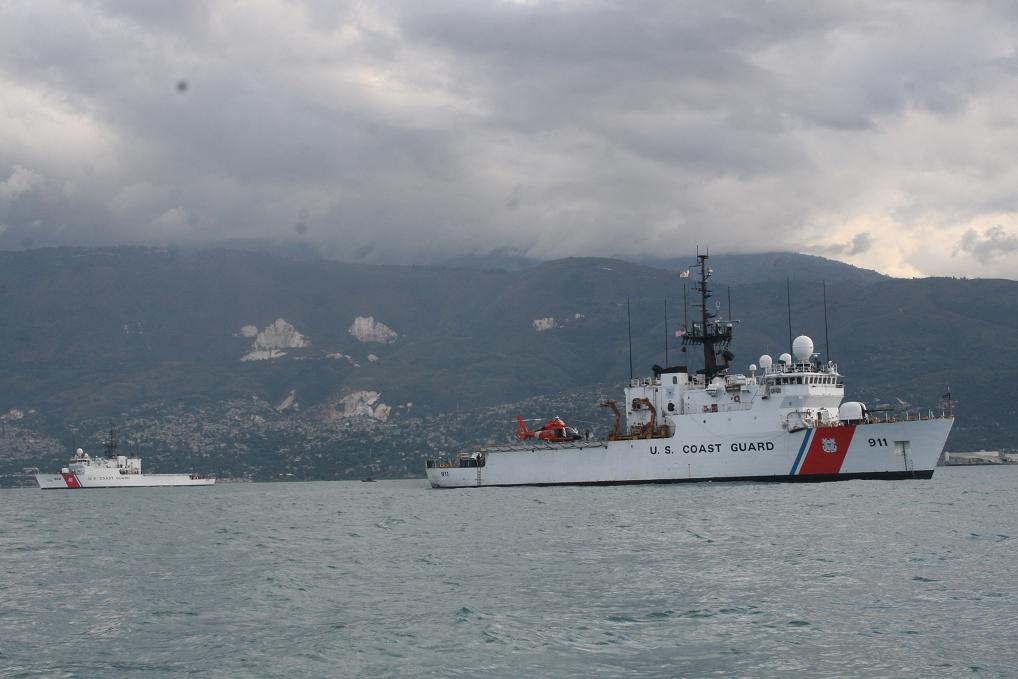
Les bâtiments des garde-côtes US furent les premiers sur place, dès le 13 janvier dans le golfe de la Gonâve.

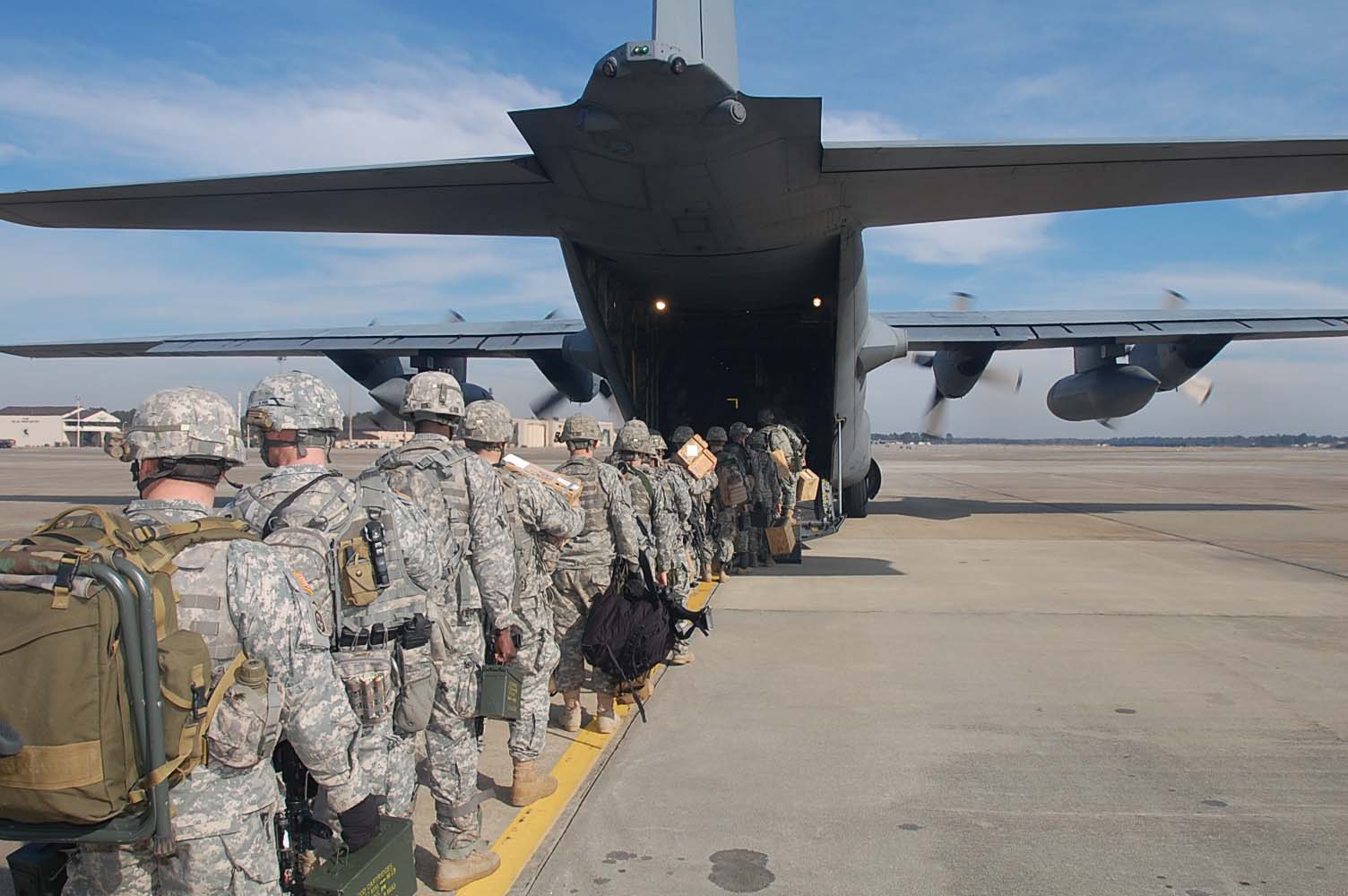
Parachutistes de la aéroportée montant à bord d'un C-130 Hercules à Pope Air Force Base pour fournir de l'aide humanitaire.

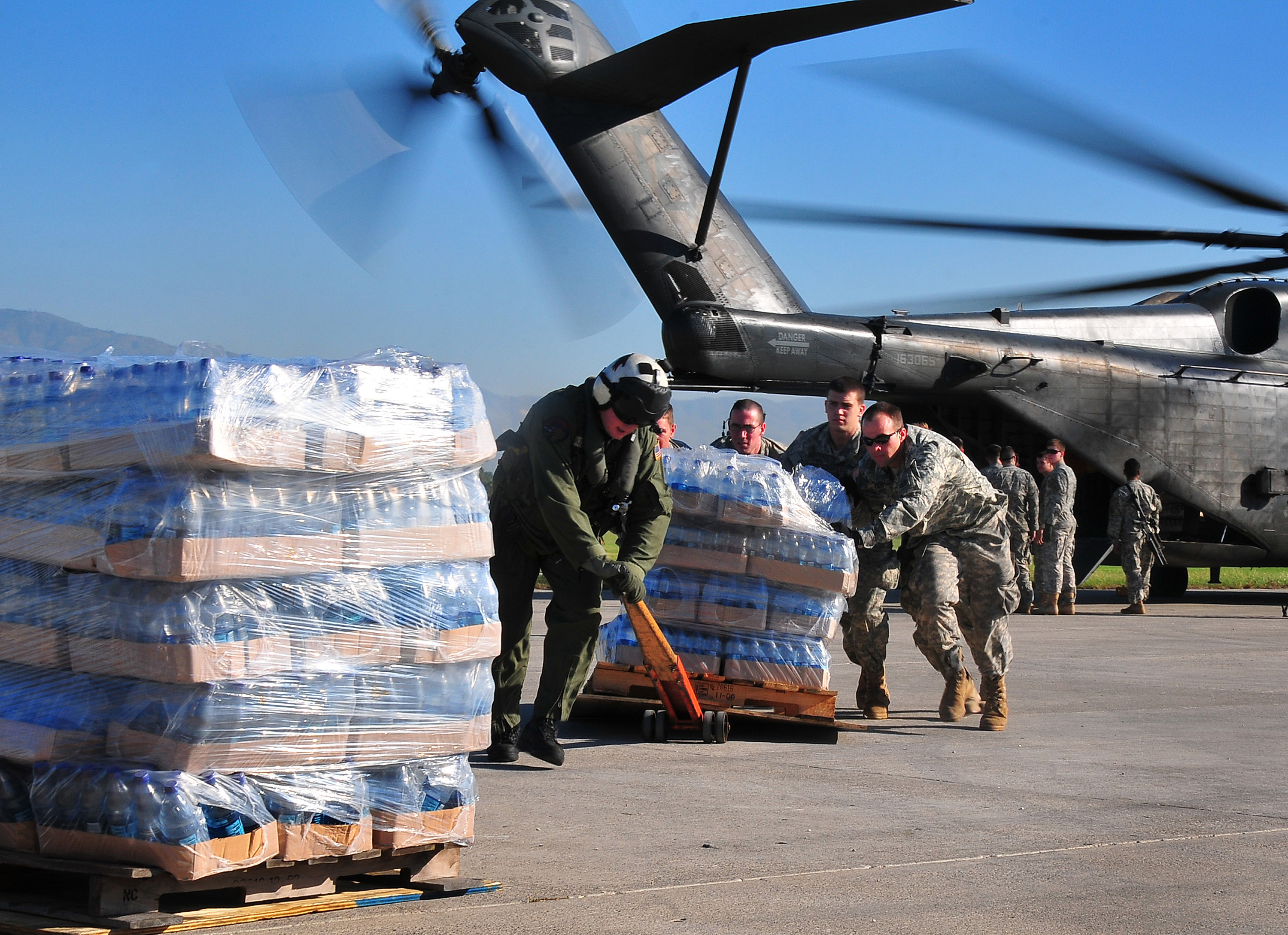
Soldats américains déchargeant des vivres d'un MH-53E Sea Dragon venant du porte-avion.

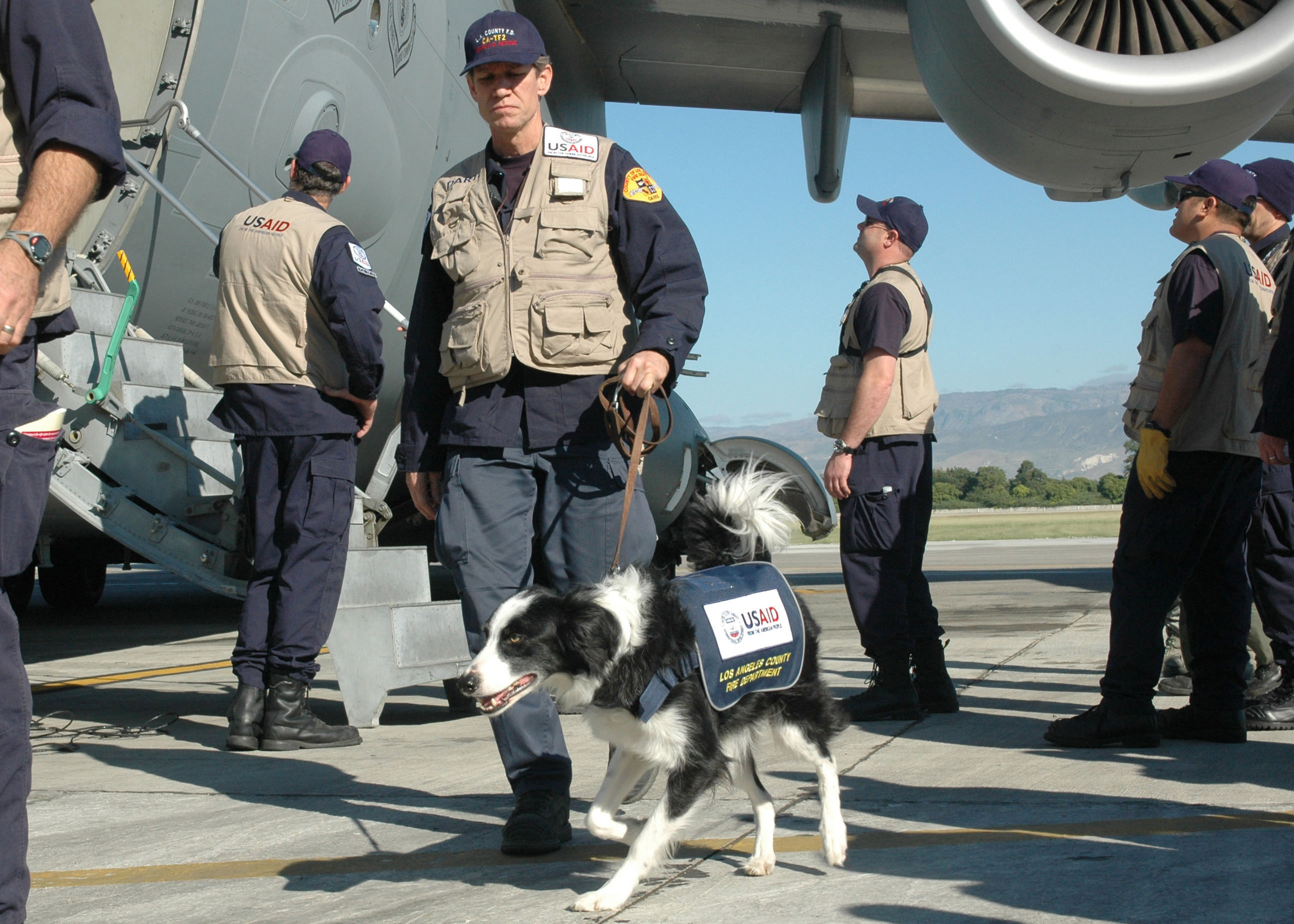
Les forces aériennes déploient les équipes de secouristes en environnement urbain à Haïti.

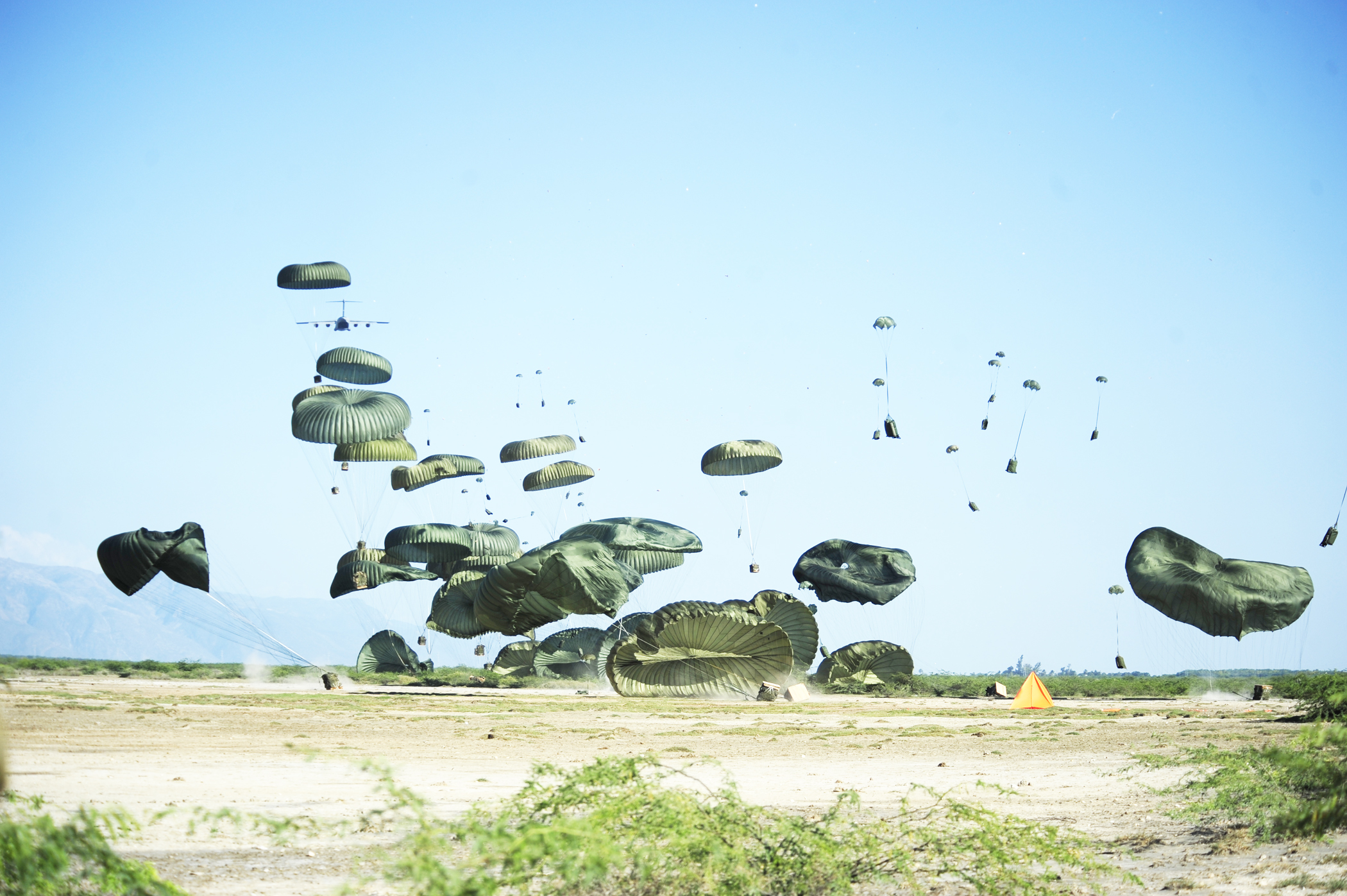
Les premières assistances envisageables, compte tenu d'un doute sur les infrastructures aéroportuaires, ont consisté en des largages de matériel d'aide humanitaire.

L'opération commence le 14 janvier 2010 avec l'arrivée du 23e Special Tactics Squadron du 720e Special Tactics Group à l'aéroport international Toussaint-Louverture, près de la capitale haïtienne Port-au-Prince, dans le but de prendre le relais du contrôle du trafic aérien, assurant ainsi plus de 200 vols par jour.
Le matin du 16 janvier, une centaine de parachutistes de la 82e division aéroportée sont déployés dans la capitale haïtienne. Ils appartiennent au 1er escadron du 73e régiment de cavalerie, 2e Brigade Combat Team de Fort Bragg. La 2e BCT a été formée pour des missions d'intervention d'urgence. C'est le premier groupe de parachutistes à aller en Haïti pour fournir de l'aide humanitaire.

La direction des opérations sur place a été confiée au Major General P.K. Ken Keen (en), sous l'autorité du Southern Command. Ken Keen se trouvait en visite à l'ambassade américaine à Haïti le matin même du séisme, et a vécu l'intégralité des évènements depuis le départ ; il a même failli se retrouver sous les décombres de l'hôtel Montana, comme ce fut le cas de l'un de ses cinq collègues.
L'autorité pour les opérations navales sur l’opération Réponse unifiée dépend du chef des Opérations navales, l'amiral Gary Roughead.

## Moyens engagés
Le déploiement des moyens civils et militaires des États-Unis, tels que voulus par l'administration Obama sur le plan fédéral, est à la mesure de l'importance accordée à un pays considéré comme frère et, qui plus est, dans la zone d'influence Caraïbe : le président Obama a réclamé que soient levés 100 millions de dollars d'aide en première instance.
- le service des garde-côtes a envoyé deux navires de type Coast Guard Cutter (en) : le Forward (en) et le Mohawk (en) ; ils sont parvenus à Port-au-Prince le 13 janvier. Le destroyer USS Higgins servait d'escorte à ces bâtiments[13]. Une équipe d'ingénieurs navals provenant du Forward commença à diagnostiquer les dégâts causés aux infrastructures portuaires[14] ; à la suite de leurs analyses, le secrétaire à la Défense Robert Gates a annoncé le 20 janvier la remise en service du port sous un délai d'une quinzaine de jours. Ces bâtiments ont été complétés ensuite par le Valiant (en) et le Tahoma (en) afin de délivrer l'assistance humanitaire[15].

- l'Air Force a fait parvenir dans les premiers temps deux avions des opérations spéciales, MC-130H Combat Talon II, contenant de l'approvisionnement d'urgence, des unités médicales, et des équipes tactiques des opérations spéciales[16].

- Après 24 heures de contrôle aérien opéré par le personnel des opérations tactiques spéciales, l'aéroport international Toussaint Louverture ne présentait plus, le 14 janvier, de boucle d'attente des avions souhaitant atterrir[17].

- le porte-avions Carl Vinson est arrivé le 15 janvier dans le golfe bordant Port-au-Prince avec 19 hélicoptères a son bord[18]. Ces derniers ont délivré les packs de denrées alimentaires et les médicaments dont il disposait dans les premières rotations, mais les stocks ont vite été à court. Or le matériel humanitaire déchargé à l'aéroport entretemps ne dépendait pas de leur juridiction et n'a donc pas pu être pris en charge par eux. Le porte-avions a également chargé un dispositif de potabilisation de l'eau.

- L'amirauté des États-Unis a déployé le navire-hôpital USNS Comfort, parmi une flotte comprenant la frégate porte-missiles Underwood (en), le croiseur Normandy, de classe Ticonderoga. Un autre groupe amphibie composé du navire d'assaut USS Bataan et des navires de débarquement Fort McHenry (en) et Carter Hall (en) a été mobilisé[19].

- Le déploiement au sol compte 2 000 Marines du 22nd Marine Expeditionary Unit (en) et 3 000 soldats de la 82e division aéroportée, à compter du 14 janvier[20].

- Quatre employés de l'ambassade américaine à Haïti, blessés, ont été évacués vers la base navale de la baie de Guantánamo par les hélicoptères des garde-côtes [21].

- À partir du 15 janvier, le Defense Language Institute prépare 20 000 kits d'apprentissage des bases du créole, également disponible sur Ipod, pour les militaires Américains en missions à Haiti[22].

- Le 18 janvier, l'USS Gunston Hall (en) a jeté l'ancre dans la base de Killick (en) des garde-côtes haïtiens (en).

- Au 7 février, le gouvernement américain a contribué à hauteur 523 millions de dollars en aide humanitaire à Haiti[23]

À ce déploiement de moyens fédéraux s'ajoutent des initiatives sur le plan des États eux-mêmes.